# Piper PA-38 Tomahawk
O Piper PA-38-112 Tomahawk é uma aeronave de dois assentos, trem de pouso fixo triciclo de asa fixa, originalmente desenhado para treinamento de voo, voos panorâmicos e uso pessoal.

## Desenvolvimento
O Tomahawk foi a tentativa da Piper de criar um avião de treinamento acessível. Antes de começar a desenhar a aeronave, a Piper consultou vários instrutores de voo para suas sugestões no design da mesma. Estes solicitaram uma aeronave que entrasse em parafuso ("spin")  para efeitos de treinamento, uma vez que os outros dois modelos utilizados na época para treinamento, tais  como o Cessna 150 e o 152, foram desenhados para saírem espontaneamente de um parafuso. O perfil de asa da NASA GA(W)-1 Whitcomb atingiu este requerimento,  tornando necessária uma ação específica do piloto para recuperar de parafusos, permitindo assim aos pilotos desenvolverem suas habilidades na recuperação desta manobra perigosa, e cuja mestria é essencial para qualquer piloto.
Outra característica do Piper Tomahawk que favorece sua adequação como modelo para treinamento é que as forças de controle de voo simulam às de aeronaves muito mais pesadas. Como resultado, para os pilotos-aluno que aprendem a voar em um Tomahawk, a transição para uma aeronave de maiores dimensões  é bem mais fácil,  explicando dessa forma a popularidade do Tomahawk nos clubes de treinamento da Força Aérea dos Estados Unidos.

## Produção

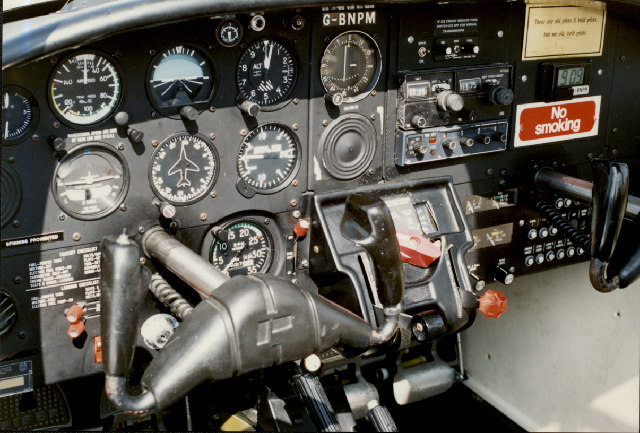
Cabine do Tomahawk

O Tomahawk foi introduzido em 1977 como um modelo de 1978. A aeronave esteve em produção contínua até 1982 quando encerrou-se a mesma, com 2.484 aeronaves construídas.
Os modelos de 1981 e 1982 foram designados como Tomahawk II. Estes incorporaram uma cabine melhorada com aquecimento e descongelante do pára-brisa, um sistema melhorado de compensador do profundor, vetor da manete de potência melhorada, 100% da estrutura com tratamento de anticorrosão de cromato de zinco, cabine menos ruidosa, rodas e pneus maiores para mais distância entre a hélice e o solo e uma performance melhorada em pistas de grama e terra, entre outras melhorias.

## Recorde de Segurança

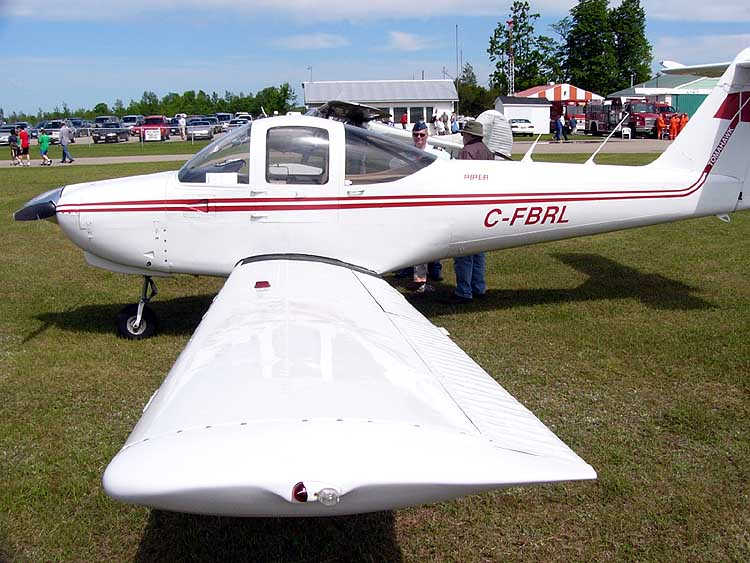
Um Piper PA-38-112 Tomahawk mostrando sua plataforma retangular da asa. Stall strips podem ser vistos como uma parte maior no bordo de ataque da aeronave.

De acordo com a Aircraft Owners and Pilots Association Air Safety Foundation, que publicou um reporte de ótima segurança do Piper Tomahawk, que este possui uma razão de um terço a menos de acidentes por hora de voo se comparado à série Cessna 150/152 de aeronaves para treinamento com dois lugares. Entretanto, o Tomahawk possui uma razão mais alta de acidentes fatais por parafuso por hora de voo. A National Transportation Safety Board (NTSB) estimou que os a razão de acidentes de estol e parafuso do Tomahawk era três a cinco vezes maior que o do Cessna 150/152.

## Referências

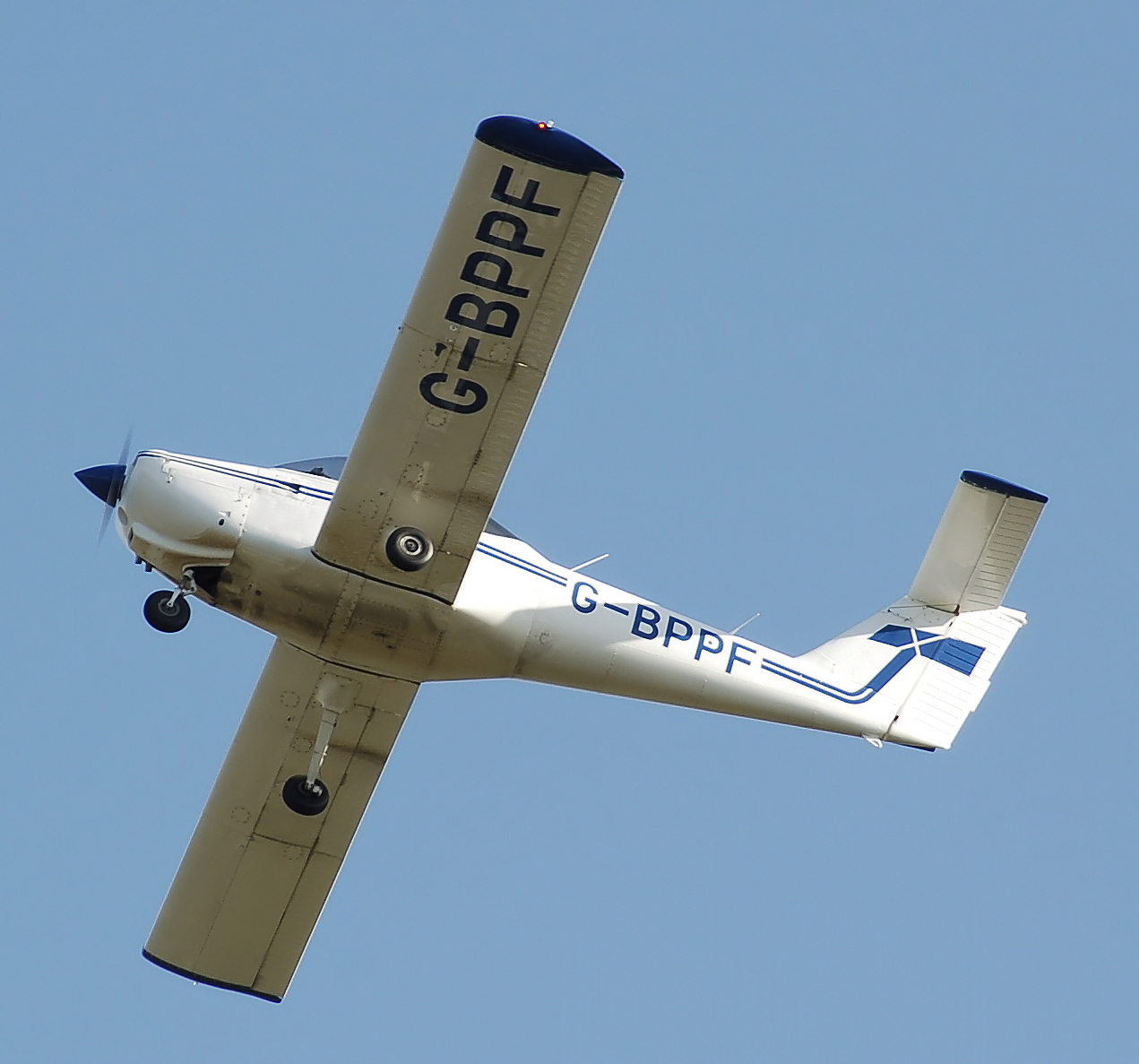
Piper PA-38-112

## Conteúdo Relacionado
Aeronaves Comparáveis:
- Aerotec Tangará
- Alpha 2000 (Robin R2000)
- Beechcraft Skipper
- Cessna 150
- Cessna 152
- Diamond DA20
- Grumman American AA-1
- Liberty XL2
- Symphony SA-160
- Whitney Boomerang